# Test of Proficiency in Korean
Il Test of Proficiency in Korean è un esame certificato di lingua coreana meglio conosciuto con l'acronimo di TOPIK. L'esame è amministrato dal Korean Institute for Curricula and Evaluation e può essere sostenuto sia in Corea del Sud, in diverse sedi sparse per il paese, che in alcune sedi all'estero.

## Tipi di esame
L'esame è diviso in due tipi, chiamati rispettivamente S-topik e B-topik. S-topik è l'esame standard, chi intende sostenere questo esame vuole testare la propria competenza della lingua coreana in generale. È anche sostenuto dagli stranieri che intendono poi essere ammessi ad un'università coreana. L'esame business, B-topik, è l'esame per chi ha bisogno di una certificazione di conoscenza della lingua coreana per intraprendere un'attività lavorativa. Entrambi gli esami possono essere sostenuti in Corea a Seul, Pusan, Gwangju, Daejeon, Taegu, Jeju e all'estero in 25 paesi presso le ambasciate coreane o gli istituti coreani di cultura. L'esame è stato amministrato per la prima volta nel 1997 dalla Korean Research Foundation col nome di Korean Proficiency Test, ma dal 1999 viene amministrato dal Korean Institute for Curricula and Evaluation. il test S-TOPIK si può sostenere anche in Italia presso Università degli Studi di Roma "La Sapienza"(Ottobre), l'Università Ca' Foscari Venezia(Aprile).

## Valutazione e punteggi
L'esame standard è diviso in tre livelli, ogni livello è a sua volta diviso in due sottolivelli. Si ha così un livello elementare, diviso in primo e secondo livello; un livello intermedio, diviso in terzo e quarto livello e un livello avanzato diviso in quinto e sesto livello. L'esaminato chiede di sostenere l'esame per il livello elementare, intermedio o avanzato e a seconda del punteggio ottenuto riceverà l'assegnazione a uno dei due sottolivelli. L'esame è diviso in tre, scrittura, ascolto e lettura. Non è prevista alcuna valutazione della competenza orale. Ogni sezione prevede un punteggio massimo di 100 punti. Nei livelli elementare, intermedio e avanzato l'esaminato deve ottenere il 50% del punteggio per superare l'esame. L'esame business non è diviso per livelli.

## Conoscenze richieste per ogni livello

### Livello 1
Il candidato conosce la lingua per poter parlare di argomenti quotidiani o familiari. Sa presentarsi e scrivere semplici frasi. Possiede un vocabolario di 800 parole circa.

### Livello 2
Il candidato è in grado di fare una telefonata, chiedere dei favori o dare suggerimenti. Sa discutere di argomenti comuni e usare la lingua sia in ambito formale che informale. Possiede un vocabolario di circa 1500-2000 parole.

### Livello 3
Il candidato sa usare la lingua nella quotidiana vita in Corea incontrando poche difficoltà. Sa instaurare e mantenere relazioni sociali. Distingue tra lingua orale e lingua scritta e sa descrivere le proprie opinioni per iscritto nella lunghezza di un paragrafo. Possiede un vocabolario di circa 3000 parole.

### Livello 4
Il candidato sa usare la lingua per redigere brevi relazioni o documenti di natura ordinaria. Riesce a capire in parte notiziari e giornali purché il linguaggio sia chiaro e semplice, riuscendo ad afferrare l'utilizzo di espressioni relative a questioni astratte. È in grado di comprendere e descrivere fenomeni socio-culturali. Possiede un vocabolario di circa 4000 parole.

### Livello 5
Il candidato è in grado di usare la lingua per realizzare ricerche specialistiche. È in grado di argomentare ed esprimere le proprie opinioni riguardo argomenti astratti o poco familiari quali politica, economia o letteratura. Possiede un vocabolario di base di circa 6000 parole.

### Livello 6
Il candidato conosce la lingua in modo fluente ed è in grado di realizzare ricerche nel proprio campo. Anche se non come un madrelingua, non incontra alcun problema nell'esprimersi o nel discutere di argomenti poco conosciuti. Possiede un vocabolario di oltre 6000 parole.

## Tabella di equivalenza non ufficiale col QCER
Paragone con il Quadro comune europeo di riferimento per la conoscenza delle lingue:
|         | QCER |
| ------- | ---- |
| TOPIK 1 | A1   |
| TOPIK 2 | A2   |
| TOPIK 3 | B1   |
| TOPIK 4 | B2   |
| TOPIK 5 | C1   |
| TOPIK 6 | C2   |